# Leleti Khumalo
Leleti Khumalo (Durban, Sudáfrica, 1970) es una actriz sudafricana conocida por su papel en la película Sarafina! (1992) y Yesterday (2004).

## Carrera
Su primera película fue Sarafina!, un musical de drama donde participó junto con Whoopi Goldberg. Después tuvo papeles secundarios en las películas Llanto por la Tierra Amada (1995) y Hotel Ruanda (2004), película nominada a 3 premios Oscar.
Su papel más importante es el de la película Yesterday (2004), donde interpreta a una mujer de escasos recursos contagiada con sida. Ha recibido 1 premio por su participación en Faith's Corner (2005).

## Trivia
Fue nominada para el Tony Award de Broadway de 1988, como mejor actriz de musical por "Sarafina", en un papel que recrea en la versión cinematográfica del mismo título, Sarafina! (1992).

## Filmografía
- Uzalo (2015 -)[1]
- Winnie Mandela (2011)
- Invictus (2009) .... Mary
- Faith's Corner (2005) .... Faith
- Hotel Rwanda (2004) .... Fedens
- Yesterday (2004) .... Yesterday
- Cry, the Beloved Country (1995) (as Leleti Kumalo) .... Katie
- Sarafina! (1992) .... Sarafina
- Voices of Sarafina! (1988)